# 朱建士
朱建士（1935年3月28日—2011年12月18日），湖南省长沙市人，流体力学、爆炸力学专家，中国工程院院士。

## 生平
1958年，毕业于北京大学，后进入北京应用物理与计算数学研究所从事核武器科研工作，参加中国原子弹、氢弹突破试验。1995年，当选中国工程院院士 。